# Bunny Grant
George Leslie "Bunny" Grant (29 de septiembre de 1940 – 1 de noviembre de 2018) fue un boxeador profesional jamaicano de la década de los 50, 60 y 70  y que consiguió el título jamaicano, el centroamericano, el de júnior Latinoamericano (en el peso wélter) y el de Commonwealth (en el peso ligero). Fue aspirante en el World Boxing Council (WBC) y el World Boxing Association (WBA) de la categoría wélter que perdió ante Eddie Perkins, y el de la Commonwealth contra Clyde Gray. Bunny Grant fue representado por Jacques Deschamps y Pancho Rankine (1962) y entrenado por Harry Wiley (alrededor de 1962).